# Josias Moli
Josias Moli est un homme d'État, président du Parlement en exercice du 29 juillet au 11 décembre 2004 et ancien président par intérim de la république de Vanuatu. Il est membre de l'Union des partis modérés (
UPM, ou Union of Moderate Parties UMP en anglais).

## Biographie
Après la destitution du Président Alfred Maseng par le Parlement, Roger Abiut sert de Président par intérim au titre de président en exercice du Parlement comme la Constitution l'indique. Mais les élections législatives de juillet 2004 changent la donne au Parlement et Moli, obtient le poste de président du Parlement et donc celui de président de la République puisque le poste est toujours vacant.
À la suite de l'élection du nouveau président Kalkot Matas Kelekele le 16 août 2004 par l'Assemblée et les présidents régionaux, Moli redevient président du Parlement.
En quatre mois, Vanuatu a vu quatre présidents défiler à Port-Vila.

## Voir Aussi
- Liste des président de la république de Vanuatu